# 2. hokejová liga SR 2007/2008
Sezóna 2007/2008 byla 15. ročníkem 2. slovenské hokejové ligy. Vítězem se stal tým HC 07 Detva, který úspěšně postoupil do 1. hokejové ligy. Z 1. ligy sestoupil tým HK 21 - SM Ružomberok.

## Systém soutěže
Soutěž byla rozdělena do dvou skupin (západ a východ). Celkem se jich zúčastnilo 14 týmů, ve skupině západ osm týmů a ve skupině východ bylo šest týmů. Ve všech skupinách se hrálo 1x venku a doma. Bodový systém v soutěži se změnil, za výhru se získalo tři body, za výhru v prodloužení získal klub dva body, za prohru v prodloužení jeden bod a za prohru nezískal klub žádný bod. Po základní části, kluby které byly umístění do šestého místa postoupili do nadstavbové části skupiny západ a východ. Nejlepší tým v nadstavbové části skupiny západ a východ postoupili do finálové části o postup. Vítězný tým postoupil do 1. ligy. Ze soutěže se nesestupovalo.

## Skupina západ

### Základní část
|  | Postupující do nadstavby   |
|  | Nepostupující do nadstavby |

| Poř. | Tým                           | Z  | B  | V  | VP | PP | P  | Skóre  | +/− |
| ---- | ----------------------------- | -- | -- | -- | -- | -- | -- | ------ | --- |
| 1    | HK Púchov                     | 14 | 34 | 10 | 2  | 0  | 2  | 100:38 | +62 |
| 2    | HK 96 Nitra                   | 14 | 30 | 10 | 0  | 0  | 4  | 85:46  | +39 |
| 3    | MHK Dubnica nad Váhom         | 14 | 28 | 8  | 1  | 2  | 3  | 85:55  | +30 |
| 4    | HK Levice                     | 14 | 24 | 8  | 0  | 0  | 6  | 69:45  | +24 |
| 5    | HK TJ Iskra Partizánske       | 14 | 20 | 6  | 1  | 0  | 7  | 64:83  | −19 |
| 6    | HK MŠK Indian Žiar nad Hronom | 14 | 16 | 5  | 0  | 1  | 8  | 59:98  | −39 |
| 7    | MHK Šaľa                      | 14 | 13 | 4  | 1  | 0  | 9  | 56:87  | −31 |
| 8    | KŠK HOBA Bratislava           | 14 | 3  | 1  | 0  | 0  | 13 | 43:109 | −66 |

### Nadstavba
|  | O postup |

| Poř. | Tým                           | Z  | B  | V  | VP | PP | P  | Skóre  | +/− |
| ---- | ----------------------------- | -- | -- | -- | -- | -- | -- | ------ | --- |
| 1    | HK Púchov                     | 16 | 36 | 10 | 3  | 0  | 3  | 95:39  | +56 |
| 2    | HK 96 Nitra                   | 16 | 32 | 10 | 0  | 2  | 4  | 96:49  | +47 |
| 3    | HK Levice                     | 16 | 24 | 8  | 0  | 0  | 8  | 63:57  | +6  |
| 4    | MHK Dubnica nad Váhom         | 16 | 24 | 6  | 2  | 2  | 6  | 67:71  | −4  |
| 5    | HK TJ Iskra Partizánske       | 16 | 20 | 6  | 1  | 0  | 9  | 62:101 | −39 |
| 6    | HK MŠK Indian Žiar nad Hronom | 16 | 8  | 2  | 0  | 2  | 12 | 48:114 | −66 |

## Skupina východ

### Základní část + nadstavba
|  | O postup |

| Poř. | Tým                 | Z  | B  | V  | VP | PP | P  | Skóre   | +/−  |
| ---- | ------------------- | -- | -- | -- | -- | -- | -- | ------- | ---- |
| 1    | HC 07 Detva         | 20 | 56 | 18 | 1  | 0  | 1  | 154:43  | +111 |
| 2    | HK Brezno           | 20 | 47 | 15 | 1  | 0  | 4  | 146:62  | +84  |
| 3    | HK Dukla Michalovce | 20 | 39 | 12 | 1  | 1  | 6  | 137:96  | +41  |
| 4    | Sokol Ružomberok    | 20 | 26 | 8  | 0  | 2  | 10 | 119:141 | −22  |
| 5    | HC Lučenec          | 20 | 9  | 3  | 0  | 0  | 17 | 60:174  | −114 |
| 6    | MHK Sabinov         | 20 | 3  | 1  | 0  | 0  | 19 | 52:152  | −100 |

## O postup
- HK Púchov - HC 07 Detva 1:1 (3:2 a 1:4sn)